# Andrés Ferrada Moreira
Andrés Gabriel Ferrada Moreira (Santiago de Chile, 10  de junio de 1969) es un arzobispo chileno, secretario  para el dicasterio   del clero, Arzobispo titular de Tiburnia.

## Biografía

### Formación y ministerio sacerdotal
Fue ordenado sacerdote para la Arquidiócesis de Santiago de Chile el 3 de julio de 1999 en la Catedral de Santiago de Chile .
Se desempeñó como director de estudios y prefecto de teología en el Pontificio Seminario Mayor de los Santos Ángeles Custodios en Santiago de Chile .
Posteriormente se trasladó a Roma para completar sus estudios y obtuvo el doctorado en teología en la Pontificia Universidad Gregoriana en 2006
En 2018 fue nombrado funcionario de la Congregación para el Clero .

### Ministerio episcopal
El 8 de septiembre de 2021, el Papa Francisco lo nombró Secretario de la Congregación para el Clero (cargo que inició el 1 de octubre) y Arzobispo Titular de Tiburnia. Con la entrada en vigor de la constitución apostólica Praedicate evangelium, conservó el cargo de secretario del recién creado Dicasterio para el Clero .
Recibió la ordenación episcopal el 17 de octubre, en la Basílica de San Pedro en el Vaticano, junto con el obispo Guido Marini, por imposición de manos del mismo pontífice, siendo co-consagrantes el cardenal Beniamino Stella y el arzobispo Lazarus You Heung-sik, respectivamente prefecto emérito y prefecto de la Congregación para el Clero.